# Chrysillini
Chrysillini (Simon, 1901) è una tribù di ragni saltatori della famiglia Salticidae.
Nella revisione della famiglia elaborata da Maddison nel 2015, la sottofamiglia Heliophaninae è stata riclassificata come sinonimo junior di Chrysillini.

## Generi
- Afraflacilla
- Augustaea
- Chrysilla
- Cosmophasis
- Echinussa
- Epocilla
- Festucula
- Hakka
- Helicius
- Heliophanillus
- Heliophanus
- Helvetia
- Icius
- Kupiuka
- Marchena
- Matagaia
- Menemerus
- Mexcala
- Natta
- Ogdenia
- Orsima
- Paraheliophanus
- Phintella
- Plesiopiuka
- Siler
- Tasa
- Theriella
- Wesolowskana
- Yepoella